# Jean-Louis Baghio'o
Jean-Louis Baghio'o, écrivain afro-caribéen de nationalité française, est le nom de plume de Victor Jean-Louis, né le 21 décembre 1910 à Fort-de-France (Martinique) dans une famille originaire de Sainte-Anne (Guadeloupe) et décédé à Paris 12e le 20 décembre 1994.
Il est le frère de Moune de Rivel.

## Biographie
Fils d'Henri Jean-Louis (dit Baghio'o, premier magistrat noir des Antilles françaises, écrivain et militant anti-colonialiste) et de Fernande de Virel, violoniste et musicienne, Victor Jean-Louis est envoyé en France pour y faire ses études, en compagnie de son frère aîné, Edward, dès 1923. Diplômé de l'Institut électrotechnique de Grenoble en 1930, le jeune ingénieur part construire des barrages hydroélectriques en Égypte avant de réorienter ses activités professionnelles vers la prise de son pour la radio et le cinéma.
Entre 1939 et 1945 il est officier de l'armée française, capturé par les Allemands puis réfugié en Suisse avant de rejoindre la Résistance aux côtés de Robert Desnos, Léon-Gontran Damas et Marguerite Duras, et de participer en tant qu'assistant technique de Pierre Schaeffer au Studio d'Essai, à la libération des ondes de Paris.
Après la guerre, nommé directeur technique du Service des Émissions de la France d'Outre-Mer à la Radio-diffusion française, Jean-Louis Baghio'o proteste violemment contre le racisme de certains collaborateurs et ce qu'il appelle la « coloniaiserie ». Il rédige ses premiers textes littéraires et publie le conte Issandre le mulâtre. De 1951 à 1954 il retourne pour la première fois aux Antilles près de son père vieillissant et s'installe avec sa femme et ses cinq enfants à Gourbeyre en Guadeloupe. Il y enseigne les mathématiques au Collège technique Saint Jean Bosco sur les flancs de la Soufrière et traduit ses retrouvailles avec l'univers antillais dans un recueil de poèmes à deux voix (Les Jeux du soleil) et dans les ébauches du roman Le Flamboyant à fleurs bleues, pour lequel il remporte le prix des Caraïbes en 1975.
De retour en France, l'ingénieur du son est chargé par l'ORTF de la construction et de la direction de plusieurs stations de radio en Afrique, dans le contexte difficile de la décolonisation. Il conçoit le roman autobiographique et mémoire à deux voix Le Colibri blanc, dans lequel la télépathie sert parfois de moyen de communication aux protagonistes éparpillés entre France, Antilles et Afrique.
Retraité de l'ORTF en 1976, Jean-Louis Baghio'o publie Le Colibri blanc, et se consacre davantage aux lettres, par l'étude des langues (créoles, italien et espagnol) mais aussi par celle de la littérature, en soutenant un mémoire de maîtrise sur Aimé Césaire et Saint-John Perse à l'Université de Vincennes en 1981. Il est également membre du jury du prix des Caraïbes.
Jean-Louis Baghio'o s'éteint à Paris le 20 décembre 1994. Son ultime roman, Choutoumounou, venait de paraître, suite du Flamboyant à fleurs bleues, évoquant le Paris antillais des années 1920 et 1930.

## Œuvres
Romans
- Issandre le mulâtre, préface de Catherine Dunham, Paris, éditions Fasquelle, 1949, 175 p.
- Le Flamboyant à fleurs bleues, Paris, Calmann-Lévy, 1973. Paris, éditions Caribéennes, préface de Maryse Condé, 1981, 232 p.
- Le Colibri blanc, Paris, éditions Caribéennes, 1981, 308 p.
- Choutoumounou, préface de Mireille Sacotte, Paris, L'Harmattan (Lettres des Caraïbes), 1995, 316 p.

Essais
- L'Ingénieur du son dans le cinéma, la radio-diffusion et à la télévision, Paris, éditions Chiron, 1949.
- La Dialectique radio-télévision en Afrique, Paris, Éditions Ocora, 1963.
- « Hommage à Léon Gontran Damas », Paris, Présence Africaine, 1979.
- « Deux poèmes, deux poètes : une lecture sémantique du Cahier d'un retour au pays natal d'Aimé Césaire et de Pour fêter une enfance de Saint-John Perse », mémoire de maîtrise (non publié), Université Vincennes-Paris VIII, 1981.

Poésie
- Chant des îles, divertissement poétique mis en musique par H. Tomasi, Paris, Radio-diffusion française, 1945.
- Les Jeux du soleil, Paris, éditions Coop Arts Graphiques, 1960.

Œuvre traduite
- The Blue Flame-Tree, trad. Stephen Romer, Manchester, Carcanet Press, 1990.

## Prix et distinctions
- 1975 : Prix littéraire des Caraïbes pour Le flamboyant à fleurs bleues

## Études sur J.-L. Baghio'o
- Charles W. Scheel, « Les romans de Jean-Louis Baghio’o et le réalisme merveilleux redéfini », in Présence africaine no 147, 1988, p. 43-62.
- Lauren Yoder, « Mythmaking in the Caribbean: Jean-Louis Baghio’o and Le Flamboyant à fleurs bleues », in Callaloo, automne 1989, p. 667-679.
- Charles W. Scheel, « Hommage à Victor Jean-Louis Baghio’o » (texte de l’eulogie prononcée au Père Lachaise le 26 décembre 1994), in Présence Africaine no 153, 1er sem. 1996, p. 260-264.
- Hal Wylie, « Choutoumounou [recension du roman de Jean-Louis Baghio’o] », in World Literature Today (University of Oklahoma), Hiver 1996.
- Charles W. Scheel, Chapitre « Trois réalistes-merveilleux antillais: Alejo Carpentier, Jacques S. Alexis et Jean-Louis Baghio'o » in Réalisme magique et réalisme merveilleux. Des théories aux poétiques, préface de Daniel-Henri Pageaux, collection Critiques littéraires, L'Harmattan, 2005, p. 163-204.